# Sketches and Ballads
Sketches and Ballads ist ein Jazzalbum der Formation Full Blast & Friends um Michael Wertmüller und Peter Brötzmann. Die am 16. Oktober 2010 im NowJazz-Konzert bei den Donaueschinger Musiktagen entstandenen Aufnahmen erschienen 2011 auf Trost Records.

## Hintergrund
SWR-Redakteur Reinhard Kager stellte 2010 das NowJazz-Konzert, das in der Sporthalle der Gewerblichen Schulen in Donaueschingen stattfand, unter das Motto Improvised Complexity. Michael Wertmüller wurde hierzu vom SWR eingeladen und erhielt einen Kompositionsauftrag. Sein Werk Sketches and Ballads gelangte bei den Musiktagen durch Full Blast & Friends zur Uraufführung, ein Sextett, dem auch der Saxofonist Peter Brötzmann angehörte. Full Blast war Brötzmanns Trio mit Wertmüller und dem E-Bassisten Marino Pliakas. Die Frontline von Full Blast & Friends besteht neben Brötzmann, der Tenorsaxophon und Tarogato spielte, aus dem Holzbläser Ken Vandermark und dem zu dieser Zeit in New York lebenden Trompeter Thomas Heberer. Ein weiterer Gast war der Perkussionist Dirk Rothbrust. Der Mitschnitt besteht alleine aus dem 36-minütigen Stück, der Auftragskomposition von Michael Wertmüller. Mit komplexen rhythmischen Verschachtelungen versehe Wertmüller dabei den Free Jazz mit einem strukturierten Formgerüst.

## Titelliste
- Full Blast & Friends: Sketches and Ballads (Trost Records TR107)[3]

1. Sketches & Ballads 36:10

Die Komposition stammt von Michael Wertmüller.

## Rezeption

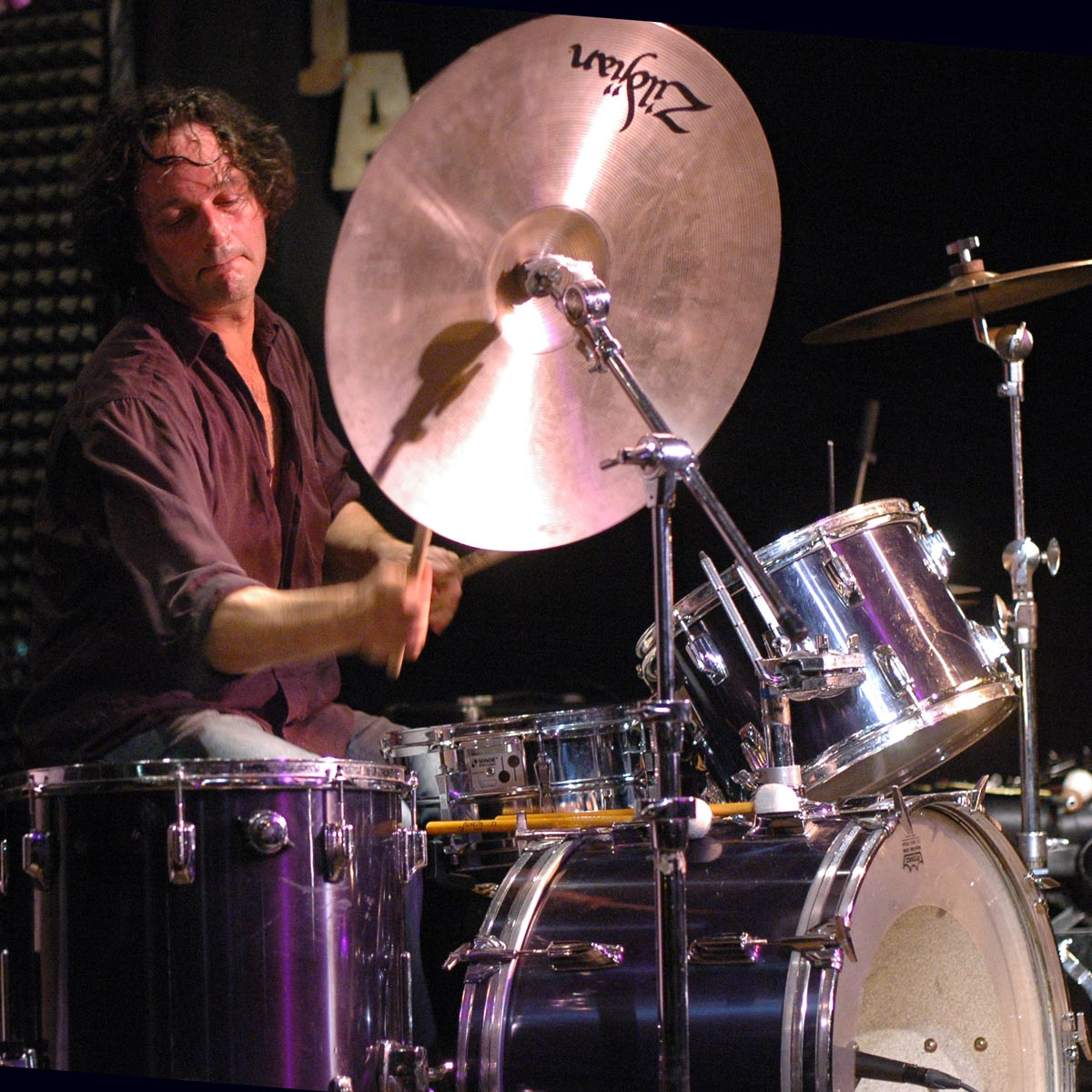
Michael Wertmüller mit Peter Brötzmann & friends im Schlot, Berlin, 2017

Phil Freeman verlieh dem Album in Allmusic vier Sterne und schrieb, strukturell ähnele Sketches and Ballads vielen Langformwerken des Free Jazz: Balladenabschnitte würden von Ausbrüchen von Schreien und Klappern unterbrochen, Soli erreichten ekstatische Höhepunkte, bevor sie abklingen und es dem Ensemble ermöglichen, sich wieder vorwärts zu bewegen. Was diesen Mitschnitt zu einem so intensiven und lohnenswerten Album mache, seien die einzigartigen Klangfarben, die die Kombination aus Pliakas‘ massivem E-Bass, Wertmüllers aggressivem Schlagzeugspiel und den heftigen Bläsern biete. Heberer an der Trompete scheine die Rolle auszufüllen, die Raphe Malik in einigen Bands von Cecil Taylor innehatte, und biete eine Oase relativer Schönheit inmitten des heulenden Strudels, den alle anderen erzeugten.
Bei seiner Komposition habe Wertmüller wohl an die detailreichen Arrangements gedacht, die Gil Evans für Miles Davis’ Sketches of Spain (12960) geschrieben hatte, meinte Bill Meyer in Dusted. Doch während „Sketches of Spain“ ein Konzert für einen Solisten war, verteile Wertmüller den Fokus auf die sechs Spieler. Als Bläser treten zunächst Ken Vandermark und Thomas Heberer auf, die einige kunstvolle Figuren hinlegten, bevor sie einem kurzen „Brüllen des alten Mannes“ [Brötzmann] weichen. Full Blast sei ausnahmsweise nicht die Band Brötzmanns, auch wenn deren Mitglieder an Teilen ihrer gewohnten Dynamik festhielten. Bestimmend sei Wertmüllers Partitur, mit klingenden Wechseln zwischen klagenden Blechbläsern, tosenden Gruppenexplosionen und Schlagzeugeinlagen, die so vertrackt und manisch seien, dass Weasel Walter oder Frank Zappa sie hätten komponieren können. Jeder dieser Teile könnte anstrengend werden, aber der ständige Wechsel zwischen ihnen sorge dafür, dass die Komposition über die gesamte Länge von 36 Minuten fesselnd bleibe.
Obwohl es in diesem Mitschnitt viele Episoden gibt, die man als Skizze oder Ballade bezeichnen könnte, stehen Ausbrüche des Atonalität immer knapp vor der Tür, stellte John Fordham im Guardian fest. Wertmüllers Partitur sei ziemlich spezifisch und komplex. Die Improvisation konzentriere sich auf explosive Epitheta zwischen Passagen, die manchmal streitsüchtig, manchmal so feierlich wie ein Marsch oder eine gespenstische Proklamation von Albert Ayler seien, und zeige eine perkussive Bandbreite, von typischem Grollen bis hin zu hektischem Free-Jazz-Geschrei. Heberers langsam drehende Trompetenfiguren gegen die anstößigen Erwiderungen der Saxophonisten, Brötzmanns scharfsinniges ungarisches Tárogató und eine Fülle an Texturen, die das Härteste und das üppige Orchestrale umfassen, ergeben ein imposantes Beispiel für freie Improvisation, die nicht durch die enge Leine, an der sie hänge, behindert werde.
Weniger anfangen konnte mit Sketches and Ballads, auch wenn das Album vor Launen und Abschweifungen strotze, der Kritiker des schwedischen Fachblatts Orkesterjournalen. Das Stück beginne mit einer aufgedrehten Fanfare, bevor auf Anforderung Wertmüllers Brötzmann eingreife und den Donner grollen lasse. Das sei effektiv, aber vorhersehbar. Das Album ende mit einem langen kollektiven Overdrive von monumentalen Ausmaßen, was auch kaum überrasche. Das meiste, was in dem Stück passiere, habe man schon einmal gehört. Alles sei clever angelegt, einigermaßen kontrolliert, aber, wie gesagt, vorhersehbar. Die Musik sei nicht sehr berührend mit Ausnahme eines einige Minuten dauerndem Trompetensolos von Thomas Heberer, grundsätzlich lyrisch und persönlich, das ohne die geringste Aufregung dargeboten werde.